# Fernando Tatís Jr.
Fernando Gabriel Tatís Medina (San Pedro de Macorís, 2 gennaio 1999) è un giocatore di baseball dominicano, Esterno destro per i San Diego Padres della Major League Baseball.
Suo padre, Fernando Sr., ha giocato nella MLB dal 1997 al 2010, mentre suo fratello maggiore, Elijah, milita nella minor league dal 2019.

## Carriera

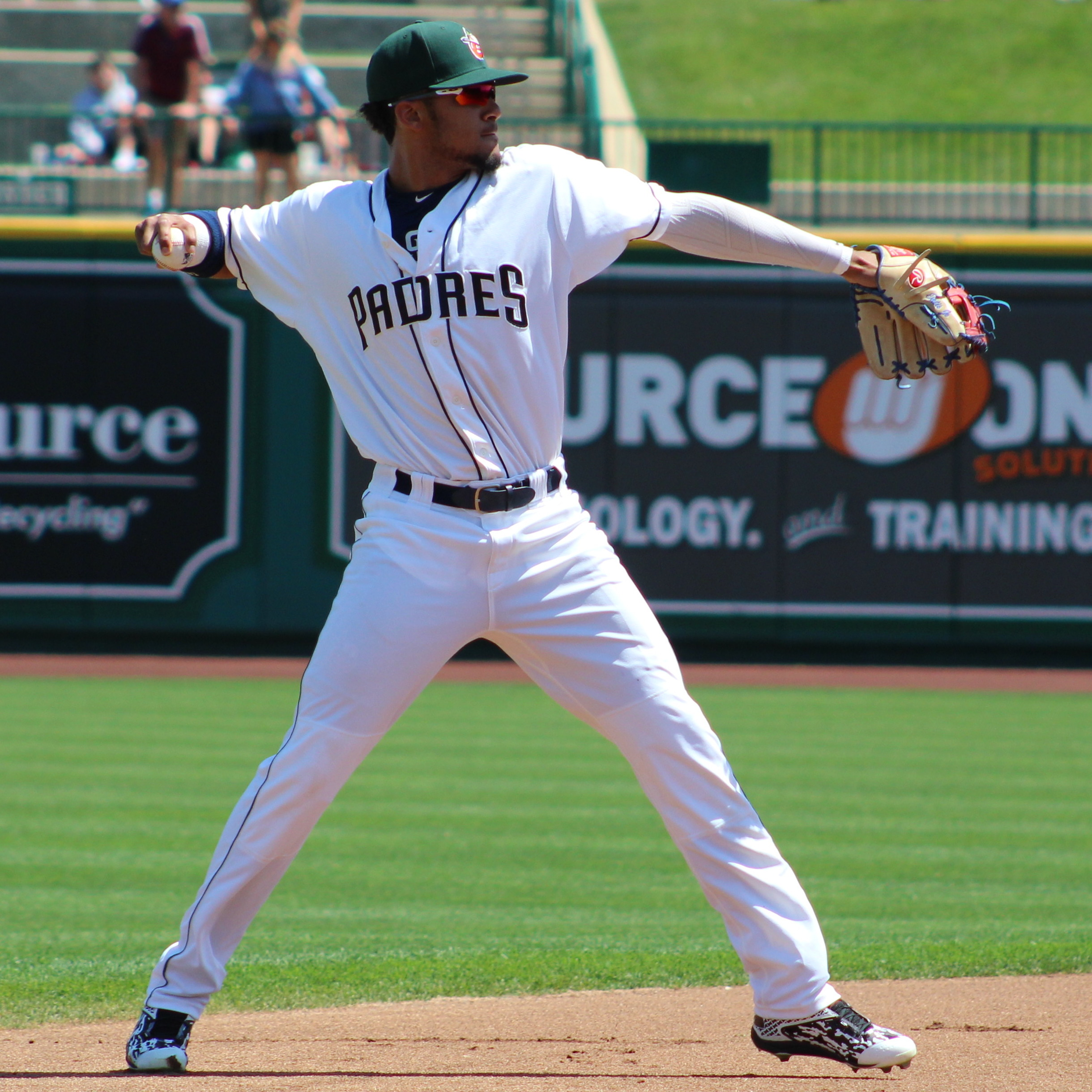
Tatis Jr. con i Fort Wayne TinCaps della classe A nel 2017

### Inizi e Minor League (MiLB)
Fernando Gabriel Tatís Jr. è nato a San Pedro de Macorís nella Repubblica Dominicana, da Fernando Sr, giocatore di baseball nella MLB dal 1997 al 2010, e Maria Medina.
Tatís Jr. firmò come free agent internazionale nel luglio 2015 con i Chicago White Sox.
Il 4 giugno 2016, senza aver disputato nessuna partita, i White Sox scambiarono Tatís Jr. e Erik Johnson con i San Diego Padres per James Shields e una somma in denaro. Esordì nel professionismo poco dopo, disputando la stagione nella classe Rookie e in minor parte nella classe A-breve. Nel 2017 venne assegnato alla classe A, dove disputò la maggior parte delle partite, e nella Doppia-A. Durante la pausa invernale partecipò al campionato invernale dominicano. Nel 2018 giocò esclusivamente nella Doppia-A e al termine della stagione, prese nuovamente parte al campionato invernale dominicano.

### Major League (MLB)
Debuttò nella MLB il 28 marzo 2019 durante la partita inaugurale, al Petco Park di San Diego contro i San Francisco Giants. Schierato come interbase titolare, Tatís Jr. colpì la sua prima valida nel primo turno di battuta affrontato. Nel suo secondo turno di battuta, realizzò un'altra valida con un bunt, tuttavia venne eliminato poco dopo su tentativo di rubata. Il 1º aprile contro i Diamondbacks, batté il suo primo fuoricampo, un home run da due punti. Concluse la stagione con 84 partite disputate nella MLB e 2 nella Doppia-A.
Nel 2020 disputò 59 partite delle 60 affrontate dai Padres durante la stagione. Al termine della stagione regolare, giocò per la prima volta nel post-stagione. Il 1º ottobre durante la gara 2 delle Wild Card Series contro i Cardinals, Tatís Jr. colpì due fuoricampo, chiudendo la partita con una Percentuale di arrivo in base di .500 e con un totale di 5 punti battuti a casa. Dopo l'eliminazione dei Padres da parte dei Dodgers e il termine della stagione, venne premiato con il suo primo Silver Slugger Award.

## Palmares
- MLB All-Star: 1

2021
- Silver Slugger Award: 2

2020, 2021
- Capoclassifica in fuoricampo: 1

NL: 2021 (42)
- Giocatore del mese: 2

NL: agosto 2020, maggio 2021
- Giocatore della settimana: 2

NL: 9 agosto 2020, 25 aprile 2021